# Grimoaldo
Grimoaldo od Oczyszczenia wł. Ferdinando Santamaria (ur. 4 maja 1883 w Pontecorvo; zm. 18 listopada 1902 w Ceccano) – włoski pasjonista, Błogosławiony Kościoła katolickiego.

## Życiorys
Mając 8 lat przyjął Pierwszą Komunię Świętą. Marzył o tym, aby wstąpić do pasjonistów, jednak jego ojciec był temu przeciwny. Po pokonaniu oporów ze strony rodziny, 5 marca 1899 roku rozpoczął nowicjat u pasjonistów i tam przyjął imię Grimoaldo od Oczyszczenia Najświętszej Marii Panny. Złożył śluby zakonne w 1900 roku i rozpoczął studia teologiczne. Zmarł z powodu zapalenia opon mózgowych. Został beatyfikowany przez Jana Pawła II 29 stycznia 1995 roku.